# Robert Katscher
Robert Katscher (* 20. Mai 1894 in Wien; † 23. Februar 1942 in Los Angeles) war ein österreichischer Komponist, Liedtextschreiber und Filmkomponist. Als Verfasser von Wienerliedern, Tanzmusik, Schlagern und einigen Operettenmusiken zählte er vor 1938 zu den populärsten österreichischen Unterhaltungskomponisten. Große internationale Bekanntheit erlangte etwa „Wenn die Elisabeth nicht so schöne Beine hätt“ (1930).

Aufnahme von Georg Fayer aus den 1930er Jahren

## Leben und Wirken
Robert Katscher wurde als Jurist promoviert und übernahm zunächst eine Rechtsanwaltskanzlei, studierte jedoch später an der Akademie für Musik und darstellende Kunst bei Hans Gál, um Komponist zu werden.
Katschers Lustspiel Die Wunder-Bar mit Texten von Géza Herczeg und anderen wurde 1930 in Wien mit dem Untertitel Ein Spiel im Nachtleben uraufgeführt. Ein Jahr später lief es am Broadway (The Wonder Bar) und wurde 1934 in Amerika verfilmt (Wonder Bar), beide Male mit Al Jolson in der Hauptrolle.
Nach dem Anschluss Österreichs 1938 musste Katscher als Jude vor dem NS-Regime nach New York emigrieren und wurde dort als erster Flüchtling in der Verwertungsgesellschaft ASCAP aufgenommen.
Etwa gegen 1940 übersiedelte Katscher nach Hollywood, wo er mit Ernst Haeusserman und Ernst Deutsch verkehrte. Seine wenigen kompositorischen Beiträge zu Filmen blieben zumeist unbelegt. Sein von Paul Whiteman 1927 interpretiertes Stück „When Day Is Done“ fand jedoch auch nach seinem Tod immer wieder Verwendung in Filmsoundtracks.

## Werke

### Operettenmusik
- „Prinz von Derby“, 1930
- „Wenn die Elisabeth nicht so schöne Beine hätt“ (Text mit Karl Farkas und Géza Herczeg; für Die Wunderbar, 1930)
- „Der Traumexpress“, 1931 (Theater an der Wien)
- „Essig und Öl“, 1932 (Wiener Kammerspiele)
- „Pech muss man haben“, 1930
- „Bei Kerzenlicht“, 1937 (für gleichnamige musikalische Komödie)

### Schlager
Weitere Schlager, sofern nicht bereits unter „Operettenmusik“ erwähnt. Sofern nicht anders angegeben, war Robert Katscher jeweils für die Musik verantwortlich:
- „Wo hast du nur die schönen blauen Augen her?“ (Shimmy), 1923 (nur Text)
- „Die Lou-Lila“ (Lied und Foxtrot), 1924
- „Madonna, du bist schöner als der Sonnenschein“, 1924 (auch Text; im selben Jahr als „When Day is Done“ von Paul Whiteman interpretiert)
- „Jetzt müsste die Welt versinken“ (English Waltz), 1930
- „Der Doktor Lueger hat mir einmal die Hand gereicht“ (aus Essig und Öl), 1932
- „Ja, der Wein, den ich mein“ (aus Essig und Öl), 1932
- „Der schönste Sport ist Radl fahrn“, 1933
- „Good evening friends“

Der Blues „Madonna du bist schöner als der Sonnenschein“ stammt aus der von Katscher und Karl Farkas geschriebenen Revue Küsse um Mitternacht, die 1924 in den Wiener Kammerspielen aufgeführt wurde. Weitere darin verwendete Stücke waren das Foxtrot-Lied „Der Bobby Cohn ist kein Verkehr für dich“ von Austin Egen und der Fox „Chili Bom Bom“ von Walter Donaldson und Cliff Friend.
Zu dem 1924 von Katscher veröffentlichten Song „Madonna, du bist schöner als der Sonnenschein“ und dem Erfolg des befreundete Musikers Paul Whiteman unter dem Titel „When Day is Done“ (neu auf Englisch aufgenommen) gibt es in den Quellen Unterschiede bei der Jahreszahl, es wird auch 1926 oder 1927 genannt. Der Titel „When Day is Done“ wurde dann 1940 in Heiße Rhythmen in Chicago (Strike Up the Band) sowie 1999 in Sweet and Lowdown verwendet.

### Filmmusik
- 1935: Episode (Ö, Regie: Walter Reisch; Lieder; Musik: Willy Schmidt-Gentner)
- 1936: Silhouetten (Ö, Regie: Walter Reisch, Lotte Reiniger; Partitur)
- 1987: September (USA, Regie: Woody Allen; Verwendung von When Day is Done)
- 1999: Sweet and Lowdown (USA, Regie: Woody Allen; Verwendung von When Day is Done)

### Tondokumente
- „I Love My Chili Bom Bom“, Fox Trot (Friend & Donaldson) Savoy Havana Band. Columbia 3435 (mx. A 794), aufgen. März 1924
- „Der Bobby Cohn ist kein Verkehr für dich!“ Lied und Foxtrott (Katscher – Farkas – Egen) Jacques Rotter. Am Klavier Prof. Zilzer. Odeon A 44 823 (mx. Ve 1182) c. 1925
- „Der Dr. Lueger hat mir einmal die Hand gereicht“, Lied aus Essig und Öl (Rob. Katscher, Text von Siegfried Geyer). Hans Moser mit Orchester. Columbia DV 1634 [mx.  WHA 483-2] Datum: 1932.
- „Ja, der Wein, den ich mein’“, Lied aus Essig und Öl (Rob. Katscher, Text von Siegfried Geyer), Hans Moser mit Orchester. Columbia DV 1634 [mx.  WHA 484-4] Datum: 1932.

### Hörbeispiele
- „Wo hast du nur die schönen blauen Augen her?“ Shimmy (Erwin – Katscher). Theo Lucas, Grammophon 14 798 (mx. 1285 ax) aufgen. Februar 1924.
- „Es geht die Lou Lila“, Lied und Foxtrot (Robert Katscher). Max Kuttner, Tenor. Grammophon 20255 (Matr. 3664 ar) aufgen. Berlin, Sommer 1925.
- „Madonna, du bist schöner als der Sonnenschein“. Blues (Dr. R. Katscher) aus der Revue Küsse um Mitternacht. Orchester Bernard Etté auf VOX 01947 (mx. 2134 1/2 A).
- „Madonna, du bist schöner als der Sonnenschein“. Serenade (Dr. R. Katscher). Engelbert Milde mit Orchesterbegleitung. Homocord B.1780, Matr. M 17 688 (A 10. September 1925).
- „Wenn die Elisabeth nicht so schöne Beine hätt’“. Lied und Slow Fox aus Die Wunder-Bar (Katscher-Farkas-Herczeg) Austin Egen mit Klavier (Hans Sommer) und Schlagzeug. HMV E.G.1892 (60 1004).
- „Wenn die Elisabeth nicht so schöne Beine hätt’“. Lied und Slow Fox aus Die Wunder-Bar (Katscher-Farkas-Herczeg) Paul Godwin Tanz-Orchester. Mit deutschem Refraingesang Leo Monosson u. d. Four Admirals. Grammophon 23 272 (C 40 022), aufgen. Berlin 1930.
- „Wenn die Elisabeth nicht so schöne Beine hätt’“. Lied und Slow Fox aus Die Wunder-Bar (Katscher-Farkas-Herczeg) Efim Schachmeister Tanz-Orchester mit deutschem Refraingesang: H. Wernicke. Grammophon 23 156 (B 51 920) Matr.Nr. 1331 1/2 BN.
- „Der schönste Sport ist Radlfahr’n“. Foxtrot (R. Katscher, K. Farkas) Orchester Frank Fox, mit Refraingesang: Heinrich Friedl. Columbia DV 1075 (Matrizennummer: WHA 576). Aufnahmejahr: ca. 1933. Die Revue O, du mein Österreich, der dieser Titel entstammt, kam 1933 in Österreich heraus, wegen des jüdischen Autorenteams aber nicht mehr in Berlin.

### Filmschlager
- „Man soll den Frauen nicht so tief in ihre schönen Augen schauen“. Spanischer Marsch aus dem Ufa-Tonfilm Stern von Valencia (Richard Stauch) Kapelle Eugen Jahn, Gesang: Ernst Harten (= Erwin Hartung). Brillant Spezial (mit Überkleber Record) Nr. 148, Matr. B 158. Aufnahme vom Sommer 1933.
- „Fidéle“. Tango aus dem Tonfilm Stern von Valencia (Richard Stauch, französ. Text von P. Collins), französische Version L’Étoile de Valencia 1932 mit Brigitte Helm. Odéon France 150.490 (mx. Ki 6128), aufgen. in Berlin, gepresst in Frankreich, in Deutschland nicht erschienen.